# Кралицата на прокълнатите
„Кралицата на прокълнатите“ (на английски: Queen of the Damned) е филм на ужасите от 2002 година на режисьора Майкъл Раймър, адаптация на едноименния трети роман от поредицата „Вампирски хроники“ на Ан Райс и самостоятелно продължение на „Интервю с вампир“. Във филма участват Стюарт Таунсенд, Алия (в нейната последна филмова роля), Маргарит Мору, Венсан Перез и Лена Улин. Пуснат е на 22 февруари 2002 г. в САЩ и на 4 април 2002 г. в Австралия. Получава отрицателни отзиви от критиците.